# Itsukushima (1891)
El Itsukushima (厳島?) fue el primer buque completado de la Clase Matsushima de cruceros protegidos de la Marina Imperial Japonesa. Al igual que sus buques gemelos, el Matsushima y el Hashidate, el nombre Itsukushima viene de uno de los tres lugares más famosos y pintorescos de Japón, en este caso, de la isla de Itsukushima en la Prefectura de Hiroshima, en el Mar Interior de Seto, lugar donde está situado el famoso Santuario Shinto dedicado a la diosa de la música Benzaiten.

## Diseño y construcción
Formando parte de la columna vertebral de la Armada Imperial Japonesa durante la Primera Guerra Chino-Japonesa, los cruceros de la clase Matsushima estaban basados en los principios de la Jeune Ecole, promovida por el militar francés y arquitecto naval Emile Bertin.
El gobierno japonés no tenía los recursos o presupuesto suficientes para construir una gran Armada de acorazados para contrarrestar a los pesados buques de la Flota de Beiyang china. En su lugar, Japón adoptó la radical teoría de usar pequeños y rápidos cruceros, con blindaje ligero y artillería de pequeño calibre y largo alcance, con la adaptación de una única gran pieza de 320 mm, del modelo francés Canet.
El diseño resultaba poco práctico, porque el retroceso del enorme cañón era demasiado para un buque de tan poco desplazamiento, y el tiempo de recarga del mismo era impracticablemente largo. No obstante, los cruceros clase Matsushima, sirvieron bien a su propósito contra la pobremente equipada y mandada flota china.
El Itsukushima fue construido en los astilleros navales de la Société Nouvelle des Forges et Chantiers de la Méditerranée, en Francia.

## Historia operacional

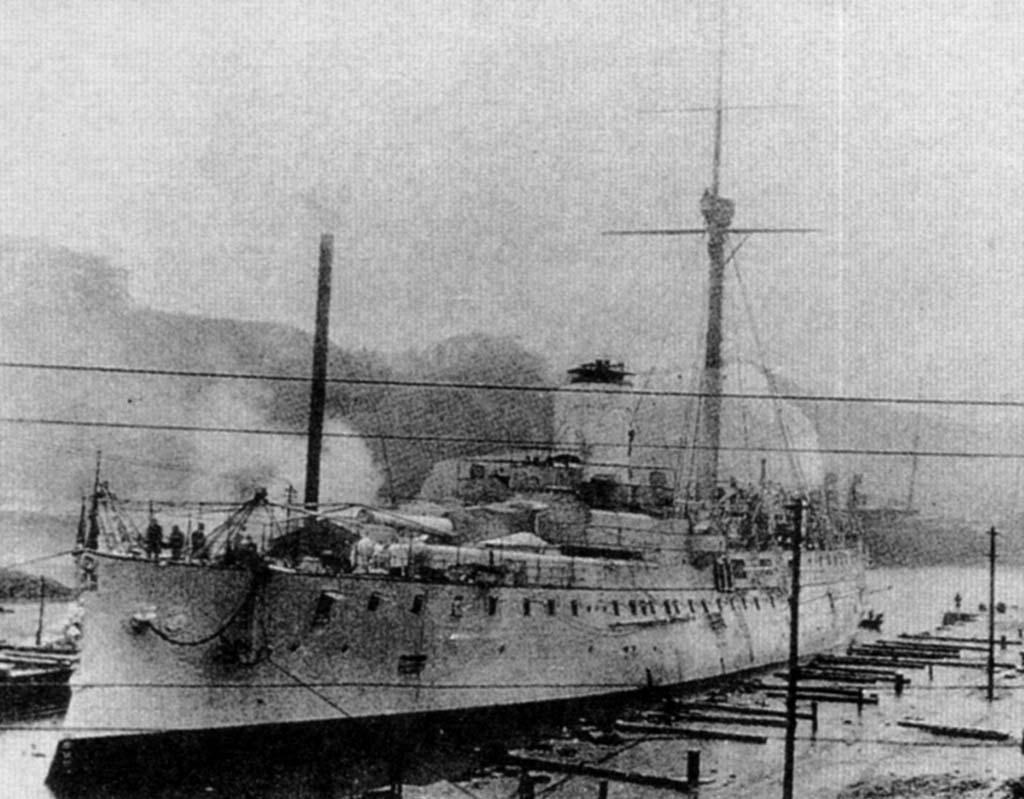
Crucero Itsukushima (1902)

El Itsukushima fue completado unos años antes del inicio de la Primera Guerra Chino-Japonesa y combatió en la Batalla del río Yalu y en el siguiente enfrentamiento en Weihaiwei. 
El Itsukushima fue reclasificado como Crucero de 2ª Clase el 21 de marzo de 1898.
Durante la Rebelión de los Boxers, El Itsukushima fue asignado a Shanghái para proteger a civiles japoneses y sus intereses.
El 25 de febrero de 1901, el Itsukushima, y su gemelo el Hashidate, dejaron su base de Yokosuka para realizar un viaje que tocó Manila, Yakarta, Hong Kong, Inchon, Pusan, Gensan, y Vladivostok, volviendo a Yokosuka el 14 de agosto de 1901. El crucero repitió nuevamente este periplo en 1903, 1906, 1907 y 1914.
Durante la Guerra Ruso-Japonesa, el obsoleto Itsukushima y sus buques gemelos fueron asignados al 5º Escuadrón de Reserva de la 3ª Flota, junto al igualmente anticuado buque torreta Chin'en, bajo el mando del almirante Shichiro Kataoka.
Estuvo presente en el bloqueo de Port Arthur, en la Batalla del Mar Amarillo y en la decisiva Batalla de Tsushima. Más tarde, asignado a la 4ª Flota Japonesa, fue parte de la flotilla que participó en la invasión japonesa de la Isla de Sajalín.
El 28 de agosto de 1912, el Itsukushima fue reclasificado como Buque de Defensa Costera de 2ª Clase. Fue desmilitarizado el 1 de septiembre de 1920 y reclasificado como buque de entrenamiento.
Fue retirado del listado de activos y desguazado el 12 de marzo de 1926, en Kure.

## Galería

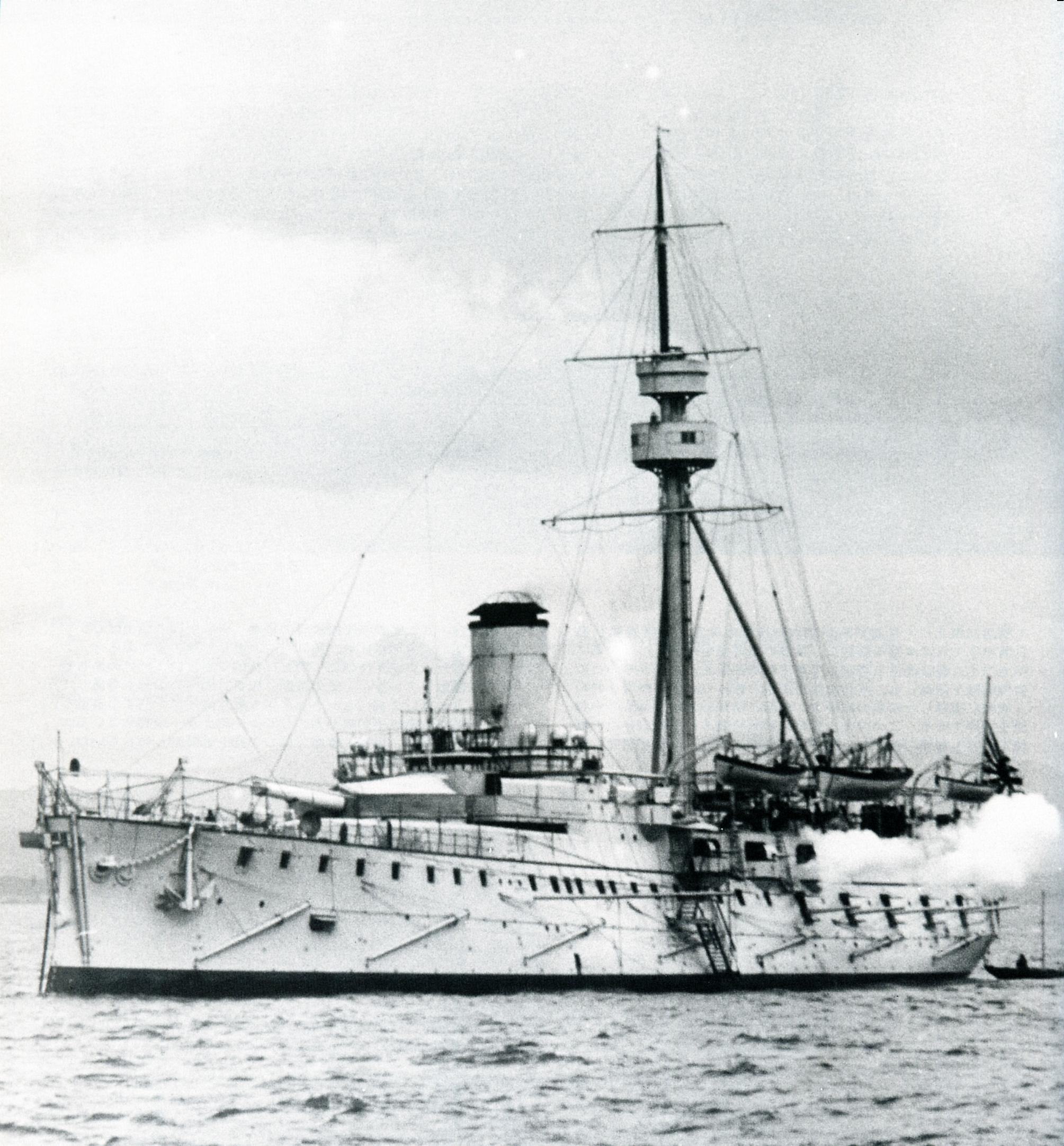
El crucero Itsukushima en Kobe, disparando una salva de saludo, 1897.

## Anexos
- Anexo:Buques de la Armada Imperial Japonesa

- Datos: Q1185471
- Multimedia: Itsukushima (ship, 1891) / Q1185471